# Hrvatska moderna likovna umjetnost
Hrvatska moderna umjetnost podrazumijeva umjetničku produkciju u Republici Hrvatskoj u 20. stoljeću.

## Ostavština 19. stoljeća
Do kraja Prvoga svjetskog rata, u Hrvatskoj traje paralelizam likovnih zbivanja i pluralizam stilova, ali izostaju sva ona avangardna kretanja iz zapadne Europe i Rusije. Tako su najveća djela toga vremena još uvijek u duhu umjetnosti 19. st. 
Historicizam u hrvatskoj arhitekturi završava 1902. s dovršenjem Bollèovih neogotičkih tornjeva zagrebačke katedrale, a primat u izgradnji građevina preuzima secesija. Tada nastaju najvažnija secesijska djela u Hrvatskoj (zgrada Etnografskog muzeja 1901., kuća Kalina 1903., Sveučilišna knjižnica 1912. u Zagrebu; Sumporno kupalište 1903. i Hrvatski dom 1908. u Splitu...). 
U duhu secesije radio je i Robert Frangeš-Mihanović, najveći hrvatski kipar 19. st., priznat u svjetskim razmjerima zbog svog spoja simbolizma i secesije. Njegovo najpoznatije djelo je jednostavni dostojanstven konjanički kip Kralja Tomislava (1928. – 38.) koji dočekuje svakog posjetitelja kad izlazi iz željezničke postaje u Zagrebu.
Početkom stoljeća nastupa i Ivan Meštrović, najveći hrvatski kipar u prvoj polovici 20. st. Nakon otkrića nadarena seljaka-kipara u malenom selu dalmatinske zagore, osniva se društvo za potporu koje mu omogućuje studij u Beču (1901.). Odmah na početku stvara svoje i europsko remekdjelo Zdenac života (1905.) ispred HNK u Zagrebu. Ovaj javni spomenik-fontana koja je u neposrednoj vezi s prolaznikom, svojom uvjerljivom životnošću nagih tijela ritmički komponiranih oko vrutka vode, snagom izraza lica i ljepotom pokreta tumači simboliku žeđi za vodom, kao ljudske žeđi za životom. Njihova impresionistička obrada površine može se usporediti s najboljim Rodinovim dostignućima. Meštrović je, nažalost, ubrzo izgubio intimnost i humanističku izražajnost mladenačkog djela, a svoju nadarenost je stavio u službu monumentalizma i promicanja aktualnih političkih ideja. U razdoblju Prvoga svjetskog rata razvija herojski stil u kojemu obrađuje teme iz epske književnosti i južnoslavenskih mitova.

## Društvo Medulić
Prvi ozbiljni pokušaj okupljanja umjetnika došao je s osnivanjem Društva Medulić, skupine mladih hrvatskih umjetnika iz Dalmacije (Ivan Meštrović, Miroslav Rački, Tomislav Krizman, Toma Rosandić) pod vodstvom Emanuela Vidovića, u Splitu 1908. Njihova djela bila su izrazito monumentalna što govori i sam plakat koji je izradio Rački prema Meštrovićevoj skulpturi Marka Kraljevića. Nadnaravno krupni konj i nadljudski mišićavi konjanik simbolično predstavlja "zaboravljeno" junaštvo južnoslavenskih naroda. Rački je u svjetskoj umjetnosti upamćen i zbog jednog od najboljih likovnih tumačenja Danteova Pakla.

## Minhenski krug
Usporedno s monumentalizmom Meštrovića ili Račkog, u hrvatskoj umjetnosti djeluje i intimistička, umjetnički snažna, skupina slikara: Josip Račić, Miroslav Kraljević, Vladimir Becić i Oskar Herman, što čine tzv. Minhenski krug. Svaki od četvorice bio je izrazita osobnost, a zajedničko im je bilo školovanje u Habermanna u Münchenu, te nov i suvremen, anti-akademski odnos prema likovnom radu.

## Avangardna stremljenja
Od brojnih likovnih djela toga doba, u kojima simbolika služi ideologiji i politici, kvalitetom i originalnošću izdvaja se simbolička slika Crna zastava (1919.) Ljube Babića, posvećene raspadu Austro-Ugarske. Na toj slici crna zastava, poput giljotine, visi nad bezbrižnim otmjenim društvom u odjeći veselih i raskošnih boja. Babić se povezuje s ekspresionizmom i Krležom, što je najjasnije u njegovoj naslovnici i plakatu za časopis Plamen  (1919.).
Od dvadesetih do četrdesetih godina 20. st., hrvatski su slikari dosegnuli razinu prepoznatljiva osobnog stila pod utjecajem europskih avangardnih pokreta. Kvalitetom se ističe zagrebački arhitekt Josip Seissel (Jo Klek) svojim akvarelima vedre dadističke kompozicije, kojeg ubrajamo i među prve autore apstraktnog slikarstva u Hrvatskoj. Kubističke osobitosti se mogu naći u djelima Vilka Gecana, Sonje Kovačević-Taljević, a nadrealističke u Krste Hegedušića, Vanje Radauša, Antuna Motike i dr.

## "Proljetni salon" i "Zemlja"
Sliku razdoblja najbolje ocrtava djelovanje dviju skupina suprotnih nastojanja: likovna skupina Proljetnog salona (Vladimir Varlaj, Đuro Tiljak i dr.) kojima je zajedničko čvrsto voluminozno oblikovanje, i umjetnička skupina Zemlja (Krsto Hegedušić, Oton Postružnik, Miroslav Detoni, Edo Kovačević, Đuro Tiljak, te naivci Mirko Virius i Ivan Generalić) koja je tragala za odgovorima društvenih pitanja. 
Na izložbama svakog proljeća u Umjetničkom paviljonu u Zagrebu (tzv. Proljetni salon), slike su predstavljale brda ili drveće kao da su od keramike i pocakljeni, a kuće i naselja podsjećaju na rane kubističke radove. Svijet u njihovoj viziji izgleda nepokretan, neživotan i okamenjen.
Za razliku od nejasnog formalističkog pristupa Proljetnog salona, skupina Zemlja, koju je osnovao arhitekt Drago Ibler 1929., imala je jasan program: neovisnost likovnog izraza, suzbijanje nekritičkog preuzimanja stilova iz inozemstva, borba protiv diletantizma i umjetnosti što je sama po sebi svrha (l'art pour l'art), a za umjetnost koja će odražavati život sredine i odgovarati suvremenim potrebama zajednice.

## Hrvatska moderna arhitektura
Uključivanje hrvatske arhitekture u napredna europska kretanja poveo je Viktor Kovačić koji istupa protiv historicizma i zastupa ideju da arhitektura mora biti individualna i suvremena, ali i praktična i udobna. Kovačićeve projekte odlikuju suzdržanost, čistoća, odmjerenost, uz reducirane znakove povijesne arhitekture (monumentalna palača Burze u Zagrebu, 1924.).
Od tridesetih godina, djela "zagrebačke škole" arhitekture idu ruku pod ruku s ponajboljim djelima svjetske arhitekture. Osobito su zanimljiva zbog spoja dviju, tada najznačajnijih struja, funkcionalističke i organičke arhitekture. Od brojnih predstavnika ističe se utemeljitelj opće-umjetničke skupine Zemlja – Drago Ibler i najosebujniji Stjepan Planić.
Drago Ibler je 1929. objavio manifest s načelima djelovanja skupine Zemlja u kojemu ističe: "Treba živjeti životom svoga doba i treba stvarati u duhu svoga doba. Suvremeni život prožet je socijalnim idejama i pitanjima kolektiva, a umjetnik ne može stajati izvan kolektiva, jer su umjetnost i život jedno." Najviše njegovih projekata ostalo je neizvedeno, a od izvedenih se ističe zgrada radničkog osiguranja u Mostaru (1930., danas Dom zdravlja) s lijepim konveksnim pročeljem i ulaznim trijemom, te dinamičkom ravnotežom niske uredske zgrade u obliku isječka prstena i visokih volumena stambenog dijela i stubišta.
Stjepan Planić je svojim brojnim objektima zadužio antologiju moderne arhitekture i utjelovio novu sliku Zagreba. Svaki projekt obilježuje neka nova misao: vila u Kozarčevoj ulici stupnjevito prilagođena tlu (1931.), drveni Đački dom (1934.), kameno-drveni Tomislavov dom Y-tlocrta na Sljemenu (1935.), "okrugla" vila s radijalnim pregradama na Prekrižju (1935.), ovalna zgrada Napretkove zadruge (1936.) … Borio se za slobodu arhitekata da sadržaje mogu rasporediti sukladno klimatskim uvjetima, suncu, vjetru i vidiku, te za opće socijalne i humanističke ideje u kulturi stanovanja.

## Poveznice
- Likovna umjetnost u Hrvatskoj
- Hrvatska umjetnost

## Vanjske poveznice
- Ivani Brlić-Mažuranić o modernom slikarstvu (ulomak iz Knjige omladini, 1923.)